# Konstantinos Simonides

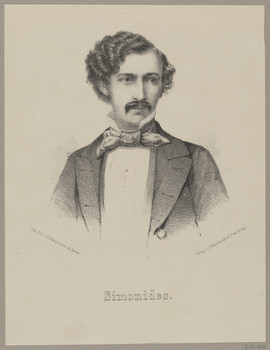
Konstantinos Simonides (Lithografie von Alexander Waldow, 1858)

Konstantinos Simonides (* 1820 auf Symi; † 1890 (?)) war ein griechischer Hochstapler und Fälscher vornehmlich antiker Textdokumente und Papyri.

## Leben
Nach der biographischen Skizze, die Alexandros Lykurgos für sein Buch Enthüllungen über den Simonides-Dindorfschen Uranios auf Basis von Aussagen von Simonides selbst erstellte, arbeitete Simonides 1837 in der Druckerei eines bekannten Buchhändlers und gelangte später zu seinem Onkel Benedictos, der Vorsteher des Klosters gewesen sein soll, in dem Konstantinos Simonides mit alten Handschriften in Kontakt gekommen war. Diesem Onkel mütterlicherseits verdankte er angeblich einige Schriften, mit denen er 1846 in Athen reüssierte und die einer Kommission des griechischen Kultusministeriums zur Prüfung vorgelegt wurden. 1850 publizierte er eine Beschreibung der Insel Kefalonia, die aus dem 4. Jahrhundert nach Christus stammen sollte. Nach Prüfung von Stil und Inhalt wurde der Text als Fälschung entlarvt. 1850 siedelte er nach Konstantinopel über, wo er einige Diplomaten und Würdenträger für sich gewinnen konnte, die ihm Ausgrabungen am dortigen Hippodrom ermöglichten. 1853 handelte er in England mit echten und gefälschten Manuskripten und gelangte 1855 nach Leipzig. Dort suchte er eine angebliche ägyptische Königsgeschichte des Uranios zu verkaufen, die von Lykurgos und Konstantin von Tischendorf als Fälschung identifiziert wurde. Er kam dafür ins Gefängnis. Einige Jahre später wollte sich Simonides an Tischendorf rächen und behauptete, er habe den von Tischendorf entdeckten und publizierten Codex Sinaiticus, die älteste komplett erhaltene Handschrift des Neuen Testaments, auf dem Athos selber angefertigt. Englische Zeitungen griffen diese Beschuldigungen unkritisch auf. Konstantin von Tischendorf widerlegte diese wahnwitzigen Behauptungen in seinen beiden Schriften Die Anfechtungen der Sinai-Bibel und Waffen der Finsternis wider die Sinaibibel (beide erschienen 1863 in Leipzig). Später flüchtete Simonides nach Ägypten.

## Fälschungen
Simonides machte sich die Tatsache zunutze, dass echte antike Texte gelegentlich als sogenannte Palimpseste überliefert sind und somit manche Handschriften Spuren noch älterer Originaltexte enthalten können, die in späteren Zeiten mit anderen Inhalten überschrieben wurden, um teures Schreibmaterial zu sparen. Für seine Fälschungen ergänzte er auf echten, alten Papyrusfragmenten mit philologischem Scharfsinn und blasser Tinte teils sensationelle Berichte, die auf die Gelehrten seiner Zeit den Eindruck machen sollten, als seien sie chronologisch vor dem originalen und zweifelsfrei echten Text einzuordnen.
Zu seinen bekannten Falsifikaten gehörte die sogenannte Symais, eine Geschichte der Hohen Schule von Symi, die diese Universität als Wirkungsstätte antiker Meister darstellt, denen unter anderem die Erfindung des Papiers, des Teleskops oder dampfkraftbetriebener Schnellboote gelungen sein soll.
Im Jahr 1861 löste er mit der Publikation des Codex Mayerianus, einer gefälschten Version des Matthäusevangeliums, Irritationen in Kreisen der Bibelwissenschaft aus.
Der italienische Philologe Luciano Canfora mutmaßte, dass auch der 2008 erstmals vollständig wissenschaftlich aufgearbeitete Artemidor-Papyrus eine Fälschung von Simonides sei. Dieser Vorwurf wird seitdem in der Fachwelt kontrovers diskutiert.